# Wladimir Petrowitsch Komojedow

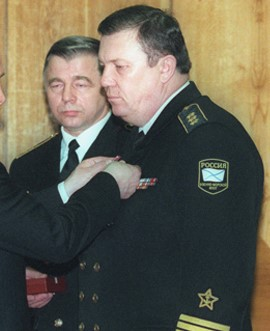
Wladimir Komojedow (2000)

Wladimir Petrowitsch Komojedow (russisch Владимир Петрович Комоедов; * 14. August 1950 in Nikopol (Ukraine)) ist ein russischer Admiral und Politiker der KPRF. Von Juli 1998 bis Oktober 2002 war er Kommandeur der Schwarzmeerflotte.

## Leben
Komojedow wurde 1950 in der Stadt Nikopol im Oblast Dnipropetrowsk geboren. 1972 absolvierte er die Seeoffiziershochschule M.W. Frunse in Leningrad und diente anschließend bis 1979 als Gefechtsabschnittskommandeur eines Kleinen U-Jagdschiffes, als Erster Offizier und schließlich als Kommandant eines Kleinen U-Jagdschiffes. 1977 besuchte er Höhere Speziallehrgänge für Offiziere. Von 1979 bis 1983 fand er als Stabschef und Divisionskommandeur von U-Jagdschiffen der Baltischen Flotte Verwendung. 1985, nach dem erfolgreichen Besuch der Seekriegsakademie, wurde er Stabs- und Brigadechef von U-Jagdschiffen und kommandierte später eine Küstenschutzschiffsbrigade der Baltischen Flotte. Von 1987 bis 1990 war er Stabschef und stellvertretender Kommandeur der baltischen Marinebasis sowie Divisionskommandeur von U-Jagdschiffen der Baltischen Flotte. 1992 absolvierte Komojedow die Militärakademie des Generalstabes der Russischen Streitkräfte und diente dann bis 1997 als Kommandeur des Baltischen Geschwaders gemischter Kräfte, Kommandeur der Baltischen Marinebasis sowie Stabschef und 1. Stellvertreter des Kommandeurs der Baltischen Flotte. Von August 1997 bis Juli 1998 war er 1. Stellvertreter des Kommandeurs der Nordflotte. Im Juli 1998 übernahm er von Admiral Krawtschenko das Kommando über die Schwarzmeerflotte. Er war zu diesem Zeitpunkt der bis dato jüngste Admiral der russischen Seekriegsflotte. Diese Funktion übte er bis zu seiner Entlassung durch den Präsidenten der Russischen Föderation im Oktober 2002 aus. Verschiedenen Medien machten persönliche Konflikte mit dem Oberkommandierenden der Russischen Seestreitkräfte Wladimir Kurojedow dafür verantwortlich. Offiziell wurden gesundheitliche Probleme angegeben. Im Juni 2004 wurde er in den Ruhestand versetzt.

### Politische Tätigkeit
Am 2. Dezember 2007 wurde Komojedow als Abgeordneter der Fraktion der Kommunistischen Partei der Russischen Föderation in die 5. Staatsduma und am 4. Dezember 2011 in die 6. Staatsduma gewählt. 
Komojedow ist Vorsitzender der gesellschaftlichen Bewegung Zur Unterstützung der Armee, der Verteidigungsindustrie und der Militärwissenschaft. Er setzt sich für die Verlängerung der Wehrpflicht auf anderthalb Jahre ein und befürwortet den Aufbau eines neuen russischen militärisch-industriellen Komplexes. Er spricht sich gegen zusätzliche Rüstungsimporte aus. Er hält die Verteidigungsausgaben Russlands für angemessen, kritisiert aber die unausgewogene Verteilung der Mittel. Als Vorsitzender des Verteidigungsausschusses der Staatsduma unterstützte er im April 2014 eine Initiative Präsident Putins zur Stationierung einer neuen Generation von Überwasserschiffen und U-Booten auf dem russischen Territorium der Arktis, um Grenze und Bodenschätze zu schützen.

### Persönliches
Komojedow ist verheiratet und hat zwei Töchter.

## Auszeichnungen
- Verdienstorden für das Vaterland 4. Klasse
- Orden „Für den Dienst am Vaterland in den Streitkräften der UdSSR“ 3. Klasse
- Orden für Militärische Verdienste
- Bogdan-Chmelnizki-Orden der Ukraine[5]
- Weitere Medaillen